# Distretto di La Mesa
Il distretto di La Mesa è un distretto di Panama nella provincia di Veraguas con 11.631 abitanti al censimento 2010

## Geografia antropica

### Suddivisioni amministrative
Il distretto è suddiviso in sei comuni (‘‘corregimientos’’):
- La Mesa
- Bisvalles
- Boró
- Llano Grande
- San Bartolo
- Los Milagros